# Уолтер, Джей Ди
Джей Ди Уолтер (англ. J.D. Walter; род. 2 июля 1967, Абингтон, Пенсильвания, США) — американский джазовый вокалист и музыкант. Стиль исполнения Уолтера сравнивают с Бетти Картер и Нэтом Кинг Коулом, из более поздних вокалистов — Бобби Макферрином. Он также является пионером использования электронных эффектов и педалей для зацикливания предзаписанных семплов при записи джазовой музыки. Помимо выступлений и работы в студии Джей Ди Уолтер много времени посвящает преподавательской деятельности. К 2013 году он выпустил шесть альбомов, четыре из которых попали в «Top 25 Releases» по версии международного джазового синдиката.
Джей Ди Уолтер сотрудничал с такими музыкантами, как саксофонисты Дейв Либман и Билл Эванс, трубачи Николас Пэйтон и Ренди Бреккер, барабанщик Билли Харт. Уолтер много преподавал в Академии имени Сибелиуса в Финляндии и в джазовой школе Валенсии в Испанияи, давал мастер-классы в России и на Украине. Кроме того Уолтер известен российской публике благодаря своим выступлениям в московских клубах «Le Club», «JVL Art Club», «Синяя Птица», в Московском международном Доме музыки на Красных Холмах, принимал участие в фестивалях «Джазовая провинция» и «PetroJazz».

## Биография
Джей Ди Уолтер родился 2 июля 1967 года в городе Абингтон, штат Пенсильвания, позднее был усыновлён. Приёмная мать была певицей и преподавателем музыки, благодаря чему мальчик получил разностороннее музыкальное развитие и имел доступ к самым разным инструментам, включая трубу, саксофон и виолончель. Однако самой большей его страстью с детства были барабаны. Также он пробовал музицировать на фортепиано, но, как позднее сам признался, никогда не воспринимал его, как инструмент, на котором нужно играть для удовольствия — фортепиано подходило лишь для сочинительства. Помимо Джей Ди в семье была ещё старшая сестра, которая также занималась музыкой и играла на клавишных инструментах.
С 6 лет Джей Ди начал петь в одном из самых известных детских церковных хоров Америки — «American Boychoir». Тогда же состоялись его первые выступления, за которые он получил деньги, от 17 до 20 долларов в месяц. Репетиции в приходе были длительными — по 6 часов в неделю, а также 2 часа перед каждым выступлением и перед каждой службой в церкви. Для Уолтера это была попытка избежать чего-то во внешнем мире. По его словам, «музыка стала для него наркотиком, который помогал возвыситься, увидеть какие-то невероятные дали, почувствовать мир, почувствовать себя». Несмотря на то, что в доме приёмных родителей Джей Ди были записи Дэйва Брубека, Майлза Дейвиса, Бинга Кросби, Дина Мартина и Эллы Фицджеральд, он предпочитал слушать классическую или церковную музыку.
С течением времени, когда голос мальчика начал ломаться и он больше не смог петь в детском хоре, Джей Ди увлёкся перкуссией, а также стал общаться с местной молодёжью, которая интересовалась джазом. В старших классах Уолтер продолжал заниматься академическим вокалом, но для дальнейшего образования искал ВУЗ, который мог предложить как обучение классическому пению, так и джазовому. В 1985 году Уолтер переехал в Техас и поступил в Университет Северного Техаса — учебное заведение, которое могло дать ему и то, и другое. По словам Уолтера, Техасский университет был своеобразной Меккой для молодых джазменов, там было большое количество джаз-бэндов и просто людей интересующихся.
Когда в Новом Орлеане на одном из джазовых фестивалей он встретил Дебору Браун, то очень заинтересовался её вокалом. Уолтер узнал, что она была родом из Канзаса, но в то время преподавала в Голландии. В конечном итоге в 1993 году Уолтеру пришлось приехать к ней в Европу, чтобы брать уроки вокала.
По окончании обучения у Браун Уолтер вернулся обратно в Техас и начал сотрудничать с рок-группой Worlds Above. Тогда певец понял, что джаз ему претил, что хотелось петь в другом стиле. По словам Уолтера, «в те времена Техас был местом хиппи с атмосферой рок-н-ролла и драйва, но он эту музыку раньше не слушал и не знал, и ему всегда было интересно познакомиться с музыкантами-исполнителями этого стиля». Сложность для Уолтера заключалась в том, что выступая с рок-коллективом, он зарабатывал очень мало. Джаз же давал возможность заработать больше, он был популярен, более того Уолтер мог постоянно выступать в клубах. Именно поэтому он решил переехать в Нью-Йорк. Там он познакомился с людьми, у которых была ферма лошадей. Они предложили ему работу по 4 часа в день, а все остальное время ему можно было заниматься, чем угодно и при этом жить совершенно бесплатно на ферме. Это было для Уолтера огромной удачей, ведь денег на тот момент у него было очень мало. В Нью-Йорке он познакомился со многими музыкантами, путешествовал в Филадельфию, Балтимор, где он постоянно выступал. Дебютный альбом Уолтера вышел в 2000 году и назывался Sirens in the C-House.

## Дискография
- Sirens in the C-House (Encounter/Dreambox media Records, 2000)
- Clear Day (Doubletime Records, 2001)
- Dedicated to You (PACT records, 2004)
- 2Bass, a Face and a little skin (Encounter/Dreambox media Records, 2006)
- Live in Portugal (Jwal Records, 2008)
- Live at the 55 Bar (Jwal Records & 55barLLC, 2009)